# Església de Sant Miquel Arcàngel de Gata de Gorgos
L'Església de Sant Miquel Arcàngel de Gata de Gorgos és a la plaça de l'església al centre de la població de Gata de Gorgos. És la parròquia de la població, sent un temple catòlic que pertany a l'arquebisbat de València.

## Història
El primer temple religiós amb què comptà Gata seria possiblement la mesquita, on els àrabs establerts ací des dels segles X-XI realitzaren les seues pràctiques religioses. Es tractaria d'una mesquita de dimensions reduïdes, tenint en compte els habitants del llogaret, i orientada cap al sud (tret habitual de les mesquites andalusines).
Després de la conquesta per Jaume I de les valls de la Marina (1240-1245), la comarca continuà tenint majoria de població musulmana, a excepció d'alguns assentaments repoblats amb colons cristians com Dénia i Xàbia. Els musulmans, que s'havien rendit pacíficament, van conservar els seus costums i religió a canvi de sotmetre's com a vassalls del rei cristià i tributar a la Corona d'Aragó.
Aquesta situació es va mantindre més o menys, fins a l'any 1521 quan començà un procés evangelitzador, que desembocà en l'ordre conversió manada per Carles V amb l'ajut del Papa; aquests batejats en 1525 s'anomenarien cristians nous o moriscos. Al mateix temps s'ordenà la conversió de les mesquites en esglésies, així l'antiga mesquita passà a denominar-se Capella amb la invocació de Sant Miquel Arcàngel. La nova capella, amb una adscripció d'un sant antiislàmic, estava ubicada en la residència de l'alcaid del Rahl Qata, al costat de l'actual parròquia, quedant adscrita a la parròquia de Dénia.
El senyor de Gata aconseguí la creació d'una vicaria per al poble (encara depenent de Dénia) l'any 1534, mitjançant una butlla de Climent VII. Així es constituí en una de les sis vicaries perpètues de la zona, junt amb les d'Ondara, Benidoleig i Pamis, Verger, Miraflor i Cetle, Beniarbeig, Beniomer i Benicadim, Ràfol, Benimeli, Sagra, Negrals i Sanet, i Pedreguer i Matoses. El capellà beneficiari cobraria 40 lliures anuals, estant obligat a dir missa tots els diumenges i administrar els sagraments a la població.
L'any 1574, gràcies a una butlla del Papa Gregori XIII, s'aconsegueix la categoria de rectoria (actual parròquia) per a Gata. El primer rector va ser mossén Antich Ferrer. Aquest va assistir a la visita pastoral de l'arquebisbe Joan de Ribera de 1580. A l'acta d'aquesta visita s'assenyala que l'església és ... una capilla questa en la casa del Señor ques so invocación de San Miquel. Possiblement a instàncies de l'arquebisbe, el senyor de la població, Gaspar d'Íxer, amplià la capella existent perquè el poble tinguera un temple de majors dimensions i més digne on poder celebrar els oficis. Aquesta ampliació fou ràpida, el 1582 Antich Ferrer beneïa la nova capella, ara església, que se situava on està l'actual i al costat de la casa senyorial.
L'expulsió dels moriscos el 1609 deixà desert el poble, ja que s'expulsaren les 150 famílies que hi habitaven (segons el Cens de Caracena), i només s'hi quedà el rector, mossén Sebastià Sapena. Gaspar d'Íxer, senyor feudal de Gata, s'afanyà a buscar nous pobladors per evitar la desaparició del poble, i el 1611 36 valencians i mallorquins signen amb el senyor la carta de poblament. L'acte oficial del poblament se celebrà el 4 de març del mateix any a l'església parroquial.
A partir d'aleshores començà el redreçament del poble, es construïren nous habitatges, restaurant els buits; i Gata comptaria ja amb una organització mínima: batlle, justícia, jurats i basiner encarregat d'arreplegar fons per a la festa de Sant Miquel. I l'any 1622 comptava ja amb 60 cases i 142 habitants, segons una visita pastoral.

### Nova construcció
El 1657, el II comte de l'Alcúdia heretà el senyoriu de Gata, casant-se poc després amb Francesca Felipa de Montsoriu, comtessa de Xestalgar. Una de les coses que va fer al poble va ser la construcció, entre 1660 i 1680 de l'església parroquial que ha arribat fins a l'actualitat, molt modificada, això sí.
L'església anterior a aquesta era massa menuda i senzilla per al gust del senyor, el rector Joan Sendra va ser qui s'encarregà d'administrar els diners que aquest havia donat per a la construcció del nou temple. El senyor aprofità l'obra per reformar la seua casa-palau de Gata, i mostra d'açò són els carreus de pedra de la base del campanar, provinents de l'antiga casa noble dels senyors del poble. A més, els habitants de Gata hi col·laboraren, ja que totes les famílies realitzaren peonades (segons els membres de cadascuna a cada casa li corresponia un determinat nombre de jornals a la setmana). El temple anterior a aquest tindria unes dimensions semblants a l'ermita del Santíssim Crist; per tant, la millora fou substancial. Ara faltava l'ornamentació interior i la dotació dels elements necessaris per a les celebracions.
Durant aquests anys aparegueren les primeres vocacions religioses, com per exemple les del rector Maurici Mulet (1669-1737) que va estar a la parròquia de Santa Caterina de València, o el frare Sebastià Monfort al Convent de Xàbia.
Durant el segle xviii Gata va tindre una prosperitat agrícola, generant un cert benestar si es compara amb generacions anteriors. El rector de la població havia d'atendre a una població que arribava a unes 329 famílies, per a tots els actes comptava amb l'ajuda d'un vicari i dels frares del convent de Jesús Pobre. Gràcies a un document de 1763 se sap que a banda de l'altar major dedicat a Sant Miquel, hi havia almenys altres tres capelles laterals amb altar i retaule dedicats a sant Josep, sant Roc i sant Cristòfol. A més, s'assenyala que hi existien clavaris encarregats d'arreplegar diners per a les despeses relacionades amb aquests sants.
A la llarga del segle xix continua augmentant la importància de la parròquia per als gaters, i mostra d'això és l'habilitació de les vuit capelles laterals i de la capella de la comunió. També apareixeran congregacions religioses: el 1874 es funda la congregació de les Filles de Maria. Aquesta primera congregació va estar formada pel rector Francesc Martínez, Juana Signes Diego, Francisca Monfort Pedrós i Joaquima Torres Signes. Anys més tard, 1886 es fundà la congregació del Sagrat Cor de Jesús, i ja cap a finals de segle apareixerien les associacions de la Mare de Déu del Rosari i la de Sant Lluís Gonzaga, fundada pels fadrins del poble.

### Noves modificacions

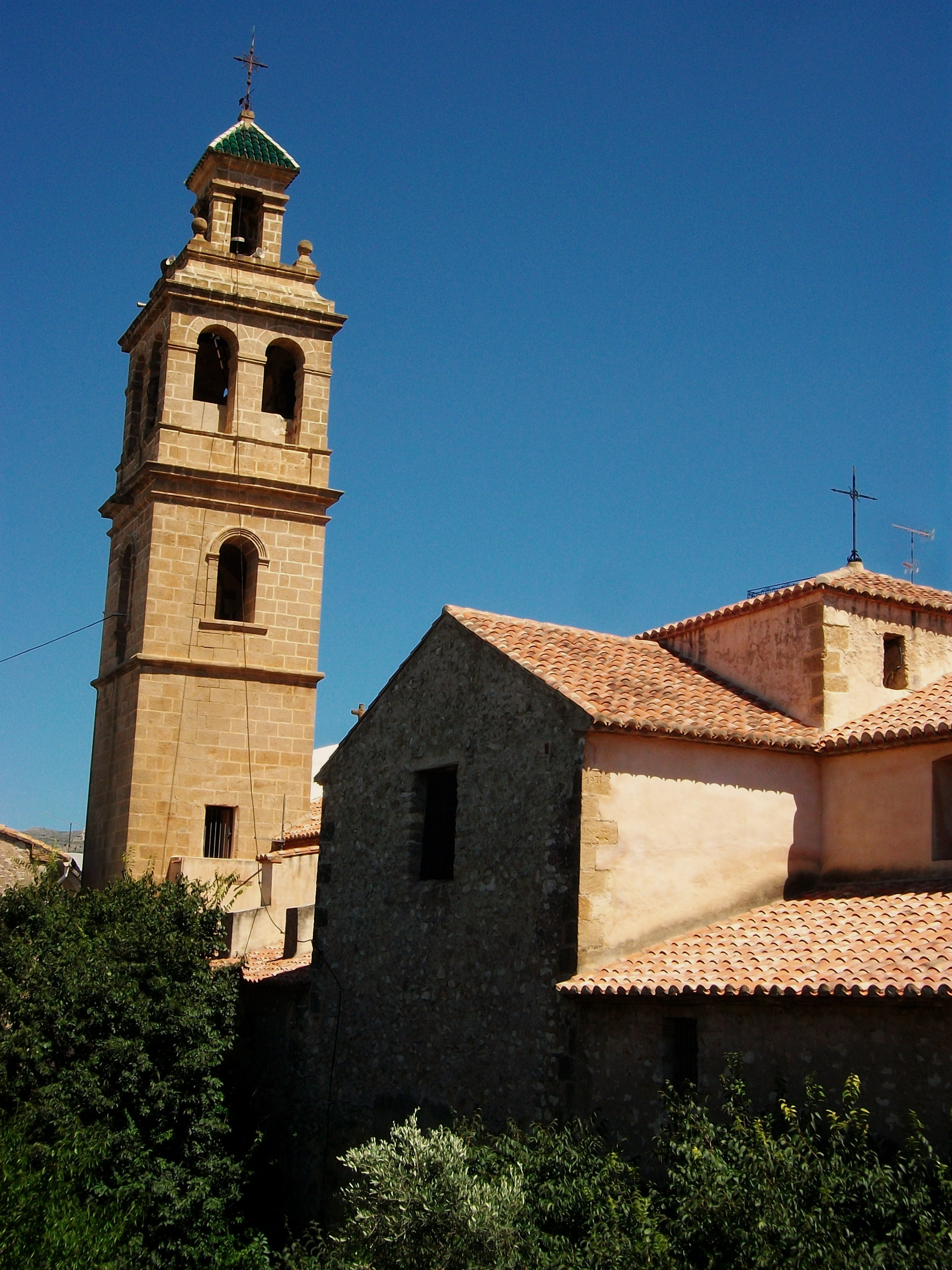
Campanar

Un rector important per a la parròquia fou Joan Martínez Blasco, vingut a Gata el 1884. Ell fou qui va edificar la Casa de la Lepra (llatzaret per als malalts), la casa Abadia, i va fer millores al Calvari i al cementeri. També va intervindre al temple, construí el cor que s'alça als peus de l'església, enderrocà altars vells substituint-los per uns de més grans i moderns, realçà la visió del sagrari i el culte eucarístic amb la construcció de la capella de la Comunió, eixamplà la sagristia i adquirí objectes litúrgics. Finalment, el 1896 va restaurar l'interior de l'edifici amb pintures i ornamentació de tipus neoclàssic.
L'aspecte de l'església a finals del segle xix és descrit en un article publicat a Las Provincias el 1897 on excursionistes de Lo Rat Penat diuen: La fachada de la iglesia y el campanario son también de sillería. La torre es algo baja y no tiene remate. El interior del templo está muy renovado y ofrece poco de notable. En el altar Mayor se venera San Miguel como titular. En los dos altares del crucero hay imágenes bastante buenas. A la parte de la epístola (derecha) un crucifijo que nos pareció del siglo XVI o comienzos del XVII. A la parte del evangelio (izquierda), una Virgen del Rosario muy gallarda, nos dijeron que era obra d'Esteve. Encima de la pila bautismal hay un antiguo retablo con pinturas de los santos Juanes, y en la parte alta el padre Eterno, rodeado de los profetas. Olvidaba decir que el salvador del sagrario en el altar mayor es una buena imitación del estilo de Joanes, hecha por el pintor setabense D. Jaime González
Les reformes i millores continuen a principis del segle xx. El 1911 es canvia el paviment, l'any següent s'arregla la teulada, i també, gràcies a una donació de Teresa Costa Signes i aportacions de diverses persones, s'adquireix un orgue per al cor. Costà 7750 pessetes i es construí al taller de Pere Palop, a València.
Entre els anys 1920-1925 es produí una restauració general del temple promoguda pel rector Andreu Escrivà Sancho. L'any 1929 s'inauguraren dos altars nous per a les capelles on s'ubicaven les imatges de la Immaculada i el Sagrat Cor de Jesús, ambdós al costat del creuer.
Abans de la guerra a l'església de Gata s'hi veneraven: Sant Miquel a l'altar major amb Sant Sebastià i Sant Roc, la Puríssima i una de la Divina Pastora als costats del prebisteri. A les vuit capelles laterals estaven la Immaculada, Sant Josep, Sant Antoni Abat, la Mare de Déu del Carme, Sant Francesc de Paula, Sant Francesc d'Assís, Sant Vicent Ferrer i el Sagrat Cor de Jesús. A la capella de la Comunió hi havia una imatge de la Verge del Rosari, més un Jesús Natzaré i Sant Lluís Gonzaga.

### Postguerra
Durant la guerra es destruïren retaules, altars, imatges, i tot el que no es guardà en cases particulars es cremà, per la qual cosa, l'aspecte grandiós i ple d'ornaments de l'interior del temple va desaparèixer. El 1939 acabada la guerra, els vencedors i la gent més devota amb el rector Alejo Sendra s'uniren per restaurar l'edifici. El desembre del 1939 s'adquirí una pila bautismal, feta a Vilallonga i regalada per Justo Signes Monfort. Un anys després es beneeixen tres camanes fetes al taller de Manuel Roses de València. La primera imatge després de la guerra fou una Immaculada pagada per les Filles de Maria l'any 1942; un any després es beneí la de Sant Miquel, i a poc a poc s'anà reomplint el temple de les figures desaparegudes.
Durant la postguerra i davant la necessitat de recursos, el 1945 l'arquebisbat de València autoritzà el rector per a "..que pueda instalar una tómbola, al objeto de allegar recursos para las obras de reconstrucción del templo parroquial".
El 1954 el nou rector, Vicent Llopis, aprofità la millora econòmica per refer l'altar major i construir el retaule de sant Miquel. Aquest retaule l'esculpí en fusta de pi el 1955 el tallista Ramon Porta Francés. En els anys següents s'aniria ornamentant l'interior amb marbres i daurats, acabant-se el 1962 i costant unes 133.000 pessetes. Fet açò, el mossén va escriure a l'arquebisbat sol·licitant la construcció d'un remat per al campanar: "El campanariuo está emplazado en la parte más baja de la feligresía y al encontrarse las campanas a doce metros d'altura, sus repiques no se oyen en más de la mitad del pueblo, por lo que el que suscribe ha encargado al arquitecto diocesano Vicente Traver que eleve el campanario y las campanas para que puedan oírse desde toda la feligresía". Autoritzada la construcció, començaren les obres, encarregades a José Soler i Miguel Simó. El 16 de febrer del 1963 s'acaben les obres i es pugen les campanes.
L'any següent es consagraren els dos retaules dels costats del creuer, dedicats al Sagrat Cor de Jesús i a la Immaculada. L'arquebisbe Marcelino Olaechea autoritzà aquestes consagracions i lliurà al temple unes relíquies de Sant Severí, Sant Victorià i Santa Blandina per a dispositar-les a les bases dels nous retaules.
L'última acció important sobre l'edifici va ser la restauració i pintada general de l'interior; el rector Manuel Frases encapçalà una junta promotota de la restauració amb gent de distints oficis, tots dirigits pel restaurador Manolo Barges. Aquesta junta va visitar diverses esglésies de la diòcesi, i finalment es decidí per un estil neoclàssic i senzill.

## Descripció arquitectònica

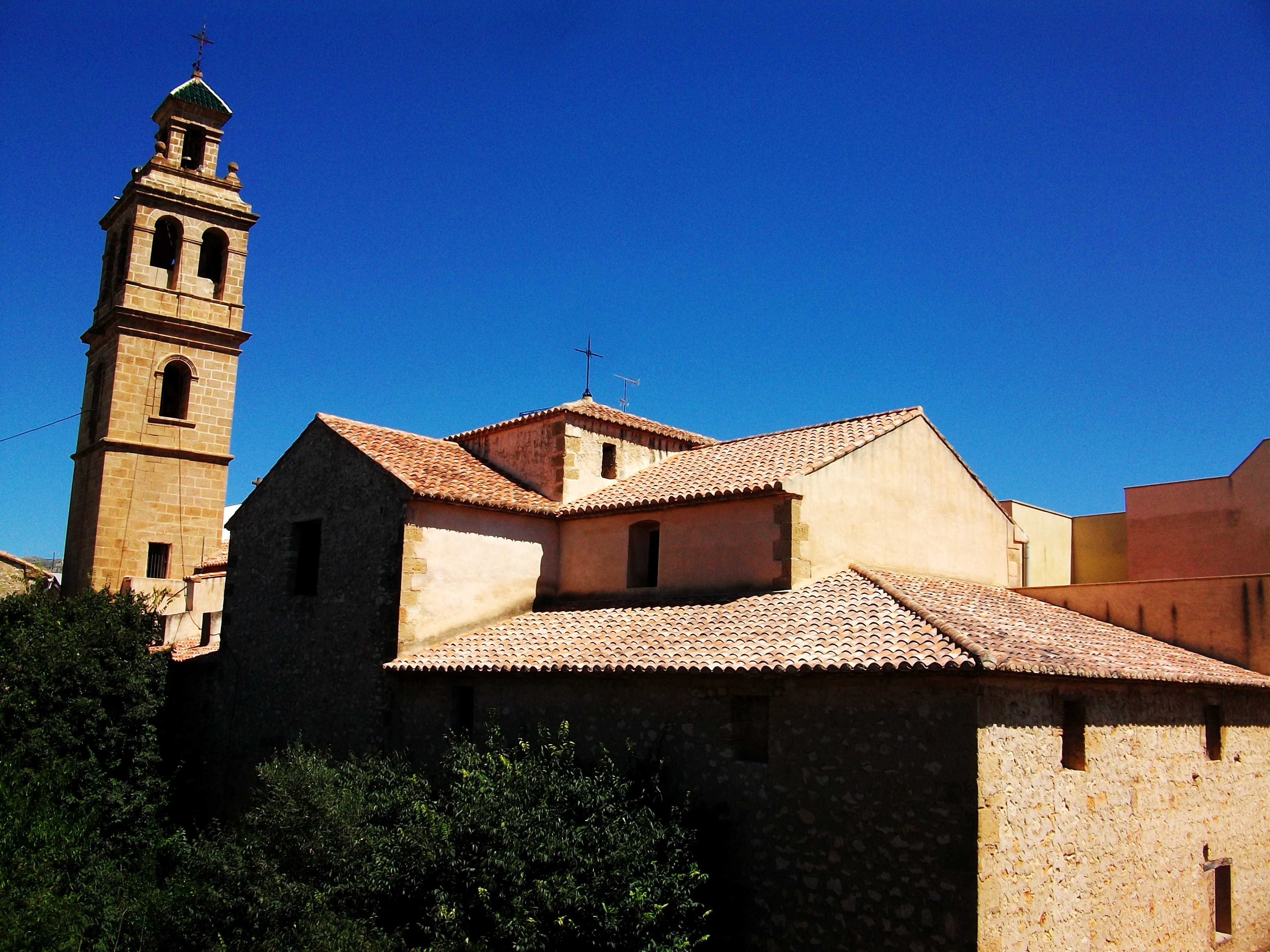
Vista posterior de l'església

L'església de Sant Miquel Arcàngel és un edifici amb una nau central, dues laterals i un creuer. Té vuit capelles, quatre a cada costat. Al costat del prebiteri rectangular està la capella de la Comunió, que ocupa la llargària del prebisteri i del reraltar. A l'altra banda està la sagristia.
La façana és senzilla, orientada cap a la plaça, destacant el campanar i la portalada. Té un estil difícil de definir per les diferents remodelacions, està entre barroc i neoclàssic. Sense massa decoracions, té un frontó triangular rematant la façana. La porta és adovellada, damunt està la portalada barroca, i destaca el nínxol inserit en un templet clàssic de pilastres acanalades als costats i un frontó rematat amb tres boles. Dins del nínxol hi ha una imatge moderna del sant titular, i als costats del d'aquest hi ha dues altes amb formes vegetals.
L'altre element que destaca a la façana és el campanar, situat a la dreta d'aquest. És una torre de planta quadrada i dividida en tres cossos: el primer està fet de carreus de pedra i arriba a sobrepassar la façana, és on està el rellotge; el segon era el cos de campanes, té quatre buits amb arcs de mig punt, fins que es construí el tercer cos als anys seixanta del s.XX. Aquest tercer cos és el remat del campanar, té quatre parells de buits en forma d'arcades de mig punt on estan les campanes. Hi ha tres campanes de l'any 1940 i una altra del 1941, la més gran és Micaela de 1000 kg, Cristo Rey de 650 kg, i Nostra Senyora del Pilar de 450 kg. Finalment, el campanar es remata amb un templet quadrat de quatre obertures acabat en una teulada a quatre vessants coberta de teules verdes.
A l'interior, la nau central està coberta per una volta de canó seguit amb arcs faixons recolzats sobre els vuit grans pilars que articulen l'interior. De la mateixa manera, les naus laterals estan cobertes amb volta de canó, igual que el creuer, que no té cúpula. Als peus de la nau central s'alça un cor en alt, per sobre del cancell de l'entrada. A l'altra banda oposada està el presbiteri, amb la capella de la comunió a la dreta i la sagristia a l'esquerra, comunicades pel reraltar.
L'alçat de l'església està articulat en dos trams, el primer la sèrie d'arcs de mig punt que configuren les capelles i separen les naus, el segon és l'entaulament des d'on es cobreix la nau amb la volta de canó. El recorren unes pilatres senzilles d'ordre compost adherides al pilar com un element d'ornamentació més.
Les capelles laterals, més que capelles són nínxols al mur, s'hi veneren altres sants a banda de Sant Miquel: al costat de l'evangeli són el Santíssim Crist del Perdó, Sant Antoni Abat, Sant Josep i La Immaculada al creuer (amb un retaule neobarroc recent, d'ornaments daurats i de marbre). Al costat de l'espístola està el baptisteri, amb la pila protegida per una reixa de ferro forjat; després la capella de Jesús el Natzaré, la Mare de Déu de Fàtima i després el Sagrat Cor de Jesús, enfrontant amb la de la Immaculada i amb un retaule idèntic.
Al prebiteri se situa l'altar i darrere el retaule que allotja la imatge del titular, Sant Miquel. És un retaule més o menys neoclàssic, destacant la profusió decorativa amb daurats i marbres rosats. També hi ha pintures de Sant Pere i Pau de Tars a la part inferior, la Mare de Déu dels Desemparats i Sant Vicent Ferrer als carrers laterals i el Santíssim Crist del Calvari, patró del poble, a l'àtic.
A la dreta del presbiteri està la capella de la Comunió, coberta amb volta de canó i presidida per un Sagrari daurat i una imatge de la mare de Déu dels Dolors. A l'altre costat està la sagristia, on es guarden els objectes emprats per al culte, destaquen una Custòdia del segle xviii i una rèplica del Sant Calze conservat a la catedral de València.